# زمین‌لرزه ۱۰۸۱ ازبکستان
زمین‌لرزه ازبکستان  در تاریخ ۱۶ دسامبر ۱۹۰۲ میلادی، برابر با ‎۲۴ آذر ۱۲۸۱، ساعت ۵:۰۷:۰۰ به زمان یوتی‌سی در ازبکستان رخ داد. ژرفای این زلزله ۹ کیلومتر بود. بزرگی آن ۶٫۴ در مقیاس ریشتر اعلام شده‌است. زمین‌لرزه به وقت محلی در روز سه‌شنبه، ساعت ۱۱ روی داده و منطقه زمانی آن یوتی‌سی +۶ بوده‌است .
سازمان زمین‌شناسی آمریکا نیز جای این زمین‌لرزه را در مختصات ۴۰°۴۸′شمالی ۷۲°۱۸′شرقی / ۴۰٫۸°شمالی ۷۲٫۳°شرقی و بزرگی آنرا برابر با ۶٫۴ در مقیاس ریشتر اعلام کرده‌است. ژرفای گزارش شده از سوی این سازمان ۹ کیلومتر می‌باشد.
شمار کشتگان زلزله حدود ۴۷۲۵ نفر بوده‌است.